# New Year's Day (Fear Itself)
"New Year's Day" és el sisè episodi de l'antologia de terror de la NBC Fear Itself. Aquest episodi està basat en el conte The Dead Time de Paul Kane.

## Argument
Briana Evigan interpreta a Helen, una jove que es desperta amb una ressaca el Dia d'Any Nou. Les alarmes estan sonant per tota la ciutat. Es revela que un esdeveniment cataclísmic en una planta química local ha convertit una gran part de la població en zombis. A poc a poc, mentre vaga per la ciutat, torna el record de la nit anterior a Helen. Amb l'esperança de distreure-la de la recent mort del seu germà, el company de pis Eddie Jones (Niall Matter) la va portar a una festa de Cap d'Any a la qual James (Cory Monteith), un home per qui Helen se sent atreta, hi assistirà. A la festa, Helen troba la Chrissie (Zulay Henao), amb qui ha perdut el contacte des de la mort del seu germà. Helen li diu que és la seva millor amiga i l'única persona de la festa que realment es preocupa per com és.
Més tard, recorda haver parlat amb James i dir-li que realment l'estima, basant-se en informació errònia que va rebre d'Eddie. Resulta que l'Eddie, no James, està enamorat d'Helen, i ella busca en James, a qui descobreix fent-s’ho amb Chrissie. Helen ha sobreviscut a la nit i finalment ha arribat a l'apartament de James. Ella trenca la porta per trobar Chrissie cridant. Aleshores, James dispara a Helen a l'esquena.
Es revela que, desesperada, Helen es va suïcidar després de la festa de Cap d'Any. Ha estat una zombi durant tota la nit i tots els seus intents de comunicar-se amb la gent s'han frustrat perquè ja no parla anglès, només grunys i gemecs com els zombis. Enamorat, Eddie, també zombi, l'ha estat seguint tota la nit. Després de matar en James, s'agafen de la mà i es giren cap a Chrissie i se la mengen.

## Repartiment
- Briana Evigan - Helen
- Zulay Henao - Chrissie
- Niall Matter - Eddie
- Cory Monteith - James

## Recepció
La recepció de la crítica per "New Year's Day" va ser mixta. Den of Geek i IGN van fer una panoràmica de l'episodi, i IGN va criticar l'episodi per intentar retratar Evigan com a poc atractiva. The A.V. Club i Dread Central van ser més favorables. Tots dos van considerar que l'episodi estava bé, però no excepcional. Bloody Disgusting rva valorar favorablement l'episodi, donant-li 7/10 i escrivint que "amb l'excepció del ritme desigual i una aparició impossible de justificar d'un dels zombis en els moments finals de la pel·lícula, el DIA DE NOU ofereix un final respectable amb un bon gir, una actuació sòlida de la seva actriu principal, i una nova idea interessant per considerar afegir al lèxic de la tradició zombie."